# 青鳥城
青鳥城（おおどりじょう）は、埼玉県東松山市大字石橋（武蔵国比企郡石橋村）にあった日本の城。県指定史跡。

## 立地・構造
- 比企丘陵と岩殿丘陵に挟まれた東松山台地上にあり、城の南方1kmには都幾川が流れている。
- 構造は城の南端に一辺約100mの方形の本郭があり、それを取り囲むように北に二の郭・三の郭が広がる。城全体の規模は東西約700m、南北約400mであり、中世城郭としては巨大なものである。

## 歴史・沿革
- 築城の年代は現在不明であるが、『太田道灌状』には文明12年（1478年）に、扇谷上杉定正と太田道灌が青鳥に在陣したという記述があり、この頃には城（あるいは城の原型となるもの）はあったと推定されている。
- 1560年代前半の松山城の攻防戦では、北条氏康方の城として機能したと思われる。なお、永禄2年（1559年）に成立した『小田原衆所領役帳』には狩野介が比企郡青鳥に、久米新左衛門が松山筋石橋にいたとしており、この頃の城主はこの二人のうちのどちらかであると考えられている。
- その後、廃城になる。
- 天正18年（1590年）、豊臣秀吉による小田原征伐において豊臣氏方の前田利家・上杉景勝らが後北条氏方の松山城を攻める際、前田利家は廃城となっていた青鳥城跡に陣を置いた。
- 近年、青鳥城が廃城になったのは16世紀後半ではなく、16世紀前半とする説が現れた。

## アクセス
- 東武東上本線森林公園駅から徒歩30分
- 関越自動車道東松山ICからすぐ